# Центар за истраживање православног монархизма
Центар за истраживање православног монархизма је непрофитно и неполитичко удружење грађана из Београда, основано 2001 године. Оснивач и први директор Центра био је Небојшa М. Крстић, познат такође и као оснивач Отачаственог покрета Образ.
Као своје основне циљеве сарадници Центра истичу ”промовисање, сведочење и афирмисање Православних монархистичких и предањских српских вредности; залагање за обнову Православне Монархије, као изворнога облика српске државности; истраживачки рад из области богословља, историографије, хералдике, права, филозофије и сродних наука и залагање за примену истраживачких достигнућа Центра, на начин на који то може да допринесе духовној, народној и културној обнови српскога народа.”
Удружење делује под високим покровитељством Њ. К. В. Кнеза Александра (Павла) Карађорђевића и духовним покровитељством Њ. П. Епископа Митрополије аустралијско-новозеландске СПЦ Г. Иринеја (Добријевића). Своју крсну славу, Светог Цара Константина и Царицу Јелену 2013. године су, са благословом Његове Светости Патријарха српског Г. Г. Иринеја, прославили на Православном Богословском Факултету Универзитета у Београду. Подршку раду Центра пружили су и други високодостојници Српске православне цркве, Војске Србије и Њ. К. В. Престолонаследник Александар II Карађорђевић. Удружење је децембра 2013. године одликовано орденом Светог Цара Константина од стране Светог Архијерејског Синода Српске православне цркве.
Рад Центра подељен је на студијске одборе: Одбор за хералдичке и генеалошке студије, Одбор за културу, Одбор за историографију, Одбор за државотворне и правне студије (до 2013. овај одбор звао се Одбор за политичку теорију) и Одбор за богословске студије. Поред пет студијских одбора под окриљем овог удружења делују и добротворна секција ”Српска Православна Акција Сабор” (С. П. А. С.), са благословом Њ. П. Епископа банатског Г. Никанора, и Удуржење за Борбу против болести зависности „Свитање”.
Након смрти Крстића, од 2001. до 2008. директор је био ђакон Ненад М. Јовановић. Од 2008. до 2012. године директор је био јереј Бошко Р. Маринков а од 2012. њега је на овом месту заменио протонамесник Немања С. Мрђеновић.
Одбор за хералдичке и генеалошке је израдио већи број личних, породичних, црквених, свештеничких, ђаконских, месних, градских и општинских грбова. Добар део ових грбова званично је регистрован широм света, а сам Одбор је међународно признат у стручним круговима хералдичара.
Најважнији аспект рада Одбора за културу је издаваштво. Објавили су четири књиге: збирке поезије (2005) ”Заточене земље слободан грумен” Бошка Р. Маринкова, (2007) ”Конзервативна (Р)еволуција” Немање С. Мрђеновића и (2011) „Србикон” Бошка Р. Маринкова, а затим у сарадњи са издавачком кућом Укронија из Београда (2014) превод књиге ”Народна Монархија” руског теоретичара Ивана Солоњевича.
На челу одбора за историографију је др Борис Стојковски, новосадски византолог и универзитетски професор.Сарадник овог одбора је и др Владимир Мос, енглески историчар руског порекла који је до сада објавио преко педесет књига на тему историје православног монархизма.
Одбор за државотворне и правне студије учествовао је на међународним научним конференцијама и семинарима у Русији 2004, 2005, и 2006. године. На челу овог одбора налази се Стефан Стојков, београдски правник.
Одбор за богословске студије образован је 2012. године. На челу одбора је свештеник Немања Мрђеновић, а поред неколико чланака, дело овог одбора било је предавање ”Свети Филарет Московски и православни монархизам” организовано у Сиднеју, децембра 2013. године.
Српска Православна Акција Сабор је одбор који је најактивнији био у периоду између 2003. и 2009. године када је спровео неколико хуманитарних акција које су се углавном односиле на ученике школе ”Браћа Аксић” из Липљана. Секција је поново била активна за време катастрофалних поплава у Србији, маја 2014. године.
Удружење за борбу против болести зависности „Свитање” углавном се такође бави теоретским радом и до сада је одржало неколико предавања на којима су са медицинске и пастирске тачке гледишта говорили др Јелена Ђорђевић и свештеник Бошко Маринков.